# Radovan (Chorwacja)
Radovan – wieś w Chorwacji, w żupanii varażdińskiej, w mieście Ivanec. W 2011 roku liczyła 372 mieszkańców.